# Dispersionsflug
Als Dispersionsflug (von lat. dispergere = ausbreiten, zerstreuen) bezeichnet man in der Insektenkunde (Entomologie) die individuelle Ausbreitung flugaktiver Insekten aus ihrem Entwicklungshabitat heraus. Flüge nur innerhalb eines Aktionsraums, beispielsweise zur Nahrungssuche oder auf der Flucht vor Fressfeinden, sind also keine Dispersionsflüge. Dispersion entspricht dabei der populationsbiologischen und ökologischen Konsequenz von Migrationsverhalten des einzelnen Insekts.
Die Dispersion dient vor allem der Kolonisierung neuer Habitate. Vor allem bei Habitatveränderung ist die Fähigkeit zur Dispersion für das Überleben der Populationen und Arten wesentlich. Erfolgt Dispersion in bereits von der Art besiedelte Habitate hinein, ist eine Konsequenz außerdem die Vernetzung verschiedener Lebensräume und Populationen durch Genaustausch.

## Dispersionflug: ein Optimierungsproblem
Einem neu geschlüpften oder entwickelten geflügelten Insekt stehen im Prinzip zwei mögliche Verhaltensweisen offen: Es kann in seinem Entwicklungshabitat verbleiben, hier Nahrung und Fortpflanzungspartner suchen und letztlich hier Nachwuchs produzieren, oder es kann den Lebensraum auf der Suche nach neuen Habitaten verlassen. Vorteile des Verbleibens sind: Es befindet sich vermutlich in einem günstigen Habitat (das zumindest günstig genug war, ihm selbst die individuelle Entwicklung zu ermöglichen), es spart die Aufwendungen und Kosten des Dispersionsflugs, wie Energie für die Flugaktivität, ein und kann unter Umständen sogar auf energetisch kostspielige Organe dafür, wie Flügel und Flugmuskeln, verzichten und die eingesparte Energie stattdessen in seinen Nachwuchs investieren. Es geht auch nicht das Risiko ein, nach Landung in einem völlig ungeeigneten Habitat zugrunde zu gehen. Diesen Vorteilen stehen allerdings gewichtige Nachteile gegenüber. Verändert sich das Habitat in einer für die betroffene Art ungünstige Richtung, wird es mit ihm zugrunde gehen. Da letztlich nahezu alle Habitate eine begrenzte Lebensdauer aufweisen, steigt dadurch die Wahrscheinlichkeit des Aussterbens an. Außerdem sind im Ursprungshabitat unter Umständen zahlreiche Artgenossen und damit intensive Konkurrenz, während ein neu entstandener Lebensraum unter Umständen noch unbesiedelt ist und damit eine viel raschere, unter Umständen explosionsartige Vermehrung ermöglichen würde. Dispersionsflüge sind Verhaltensweisen, die sich über die genannten Faktoren auf die durchschnittliche individuelle Fitness auswirken. Damit werden sie von der Evolution entweder eher gefördert oder eher unterdrückt, es stellt unter Umständen ein genetisch determiniertes Gleichgewicht in seiner Dispersionsneigung ein. Zahlreiche Insektenarten haben im individuellen Lebenszyklus Phasen evolviert, in denen unabhängig von der Gunst oder Ungunst des gerade besiedelten Habitats obligate Dispersionsflüge unternommen werden. Andere besitzen besondere Morphen, die auf Dispersion hin optimiert sind, zum Beispiel kurzflügelige und langflügelige Formen, so dass nur ein Teil der Population Dispersionsflüge durchführt.

## Migrationssyndrom
Für erfolgreiche Dispersionsflüge sind aufeinander abgestimmte Adaptationen in Morphologie und Verhalten erforderlich, die nur zusammen den Erfolg gewährleisten können. Man spricht hier von einem evolutionären Syndrom. Dazu gehören
- lange Flügel. Treten innerhalb einer Art voll geflügelte Individuen neben solchen mit ganz oder teilweise reduzierten Flügeln auf, sind nur die voll geflügelten zu Dispersionsflügen imstande. Man spricht von Dimorphismus der Flügelausbildung und nennt die langflügeligen makropter, die kurzflügeligen brachypter. Anstelle der Flügel kann auch lediglich die anreibende Muskulatur verloren gehen.[3] Die genetische Basis des Dimorphismus ist unterschiedlich, in vielen Fällen, z. B. bei zahlreichen Käferarten, kann ein einzelnes Allel mit mendel´schem Erbgang den Dimorphismus bewirken, wobei in der Regel dasjenige für die kurzflügelige Morphe dominant ist. Häufig sind dispergierende Individuen außerdem etwas größer als stationäre.
- Hormonspiegel. Bei vielen Insektenarten besteht ein Zusammenhang zwischen Juvenilhormon und Dispersionsflügen, wobei die stationären Individuen einen höheren Spiegel des Hormons aufweisen.
- Wachstumsrate. Verbreitet sind besonders große und besonders gut ernährte Individuen einer Art mit hohen Reservestoffdepots eher migrationsgeneigt als kleine Formen.
- Flugneigung. Bei einigen Arten existieren auch bei gleicher Flügellänge Individuen mit genetisch bedingt unterschiedlicher Neigung zu Beginn und Dauer von Flugverhalten.
- Lebensalter. Bei vielen Arten ist zu beobachten, dass nur junge Individuen vor Beginn der Reproduktionsperiode Dispersionsflüge durchführen. Bei einigen Arten, wie zum Beispiel den geflügelten Morphen der Blattlaus Aphis fabae, beginnt keinerlei Fortpflanzung, wenn dem nicht ein Dispersionsflug vorangegangen ist.

## Flugrichtung und Flugdauer
Insekten, vor allem Arten mit geringer Körpergröße, sind kaum imstande, lange Strecken ausschließlich mit muskelgetriebenem Flug zurückzulegen. Die Reynoldszahl beim Flug in Luft ist von der Körpergröße abhängig. Für kleine Organismen wird Luft zunehmend zu einem zähen Medium, so dass die Effektivität des muskelgetrieben Flugs immer mehr absinkt. Dadurch wird Transport durch Konvektion, vor allem Wind, immer wichtiger. Das hat eine wichtige Konsequenz für das Flugverhalten: Das individuelle Insekt ist nicht imstande, eine Flugrichtung entgegen der Windrichtung aufrechtzuerhalten. Um die Flugrichtung steuern zu können, ist es auf Optimierung des Zeitpunkts des Abflugs angewiesen. Dazu gehören Reaktion auf Geruchsreize (z. B. sekundäre Pflanzenstoffe einer Wirtspflanze bei pflanzenfressenden Insekten) und Reaktion auf Lichtstärke mit Flug bevorzugt tagsüber oder nachts. Fliegende Insekten können nach optischen Reizen, zum Beispiel in Reaktion auf die Silhouette von Bäumen gegen den Horizont, Landeversuche einleiten. Durch Ausnutzen dieser Mechanismen können auch windverdriftete Arten unter Umständen hohe Kontrolle über ihre Ausbreitungsrichtung erlangen.
Da kleine Insekten eher passiv mit dem Wind verdriftet werden, können sie gewaltige Entfernungen überbrücken, vor allem wenn sie durch thermische Konvektion in große Höhen aufgewirbelt werden. Manche Bearbeiter sprechen, in Analogie zum Plankton in Gewässern, von „Luftplankton“ (auch: Aeroplankton). Vor allem kleinere Insektenarten sind ständig in großer Zahl in Höhen von z. T. mehreren Hundert Meter Höhe, und auch über dem offenen Ozean, zu finden. Kleine pflanzenfressende Insekten wie zum Beispiel Blattläuse können dadurch auch sehr isoliert stehende Wirtspflanzen kolonisieren.

## Untersuchung von Dispersionsflügen
Aufgrund der hohen Bedeutung, die Dispersionsflüge auf die Biologie, möglicherweise sogar auf das Überleben, von Arten haben, sind Ökologen sehr daran interessiert, herauszufinden, welche Arten in welchem Ausmaß solche Flüge durchführen. Dazu stehen verschiedene Methoden zur Verfügung
- Markierung von Individuen mit Wiederfang (mit Messung der zurückgelegten Entfernung)
- Besenderung von Insektenindividuen und Telemetrie. Aufgrund des Gewichts des Senders nur bei großen Insektenarten möglich.
- Analyse des Besiedlungsmusters verinselter Habitate, insbesondere kurzlebiger, zum Beispiel der Besiedlung individueller sehr alter Bäume durch Totholz-Besiedler.
- Analyse der genetischen Ähnlichkeit zwischen entfernt lebenden Populationen.
- Direkter Fang fliegender Individuen, zum Beispiel in Fensterfallen, oder Auslösung von Flugverhalten, zum Beispiel durch Anströmen.

Im Falle von Habitatspezialisten ist manchmal der Nachweis von Individuen abseits geeigneter Habitate bereits ausreichend. So kann der Dispersionsflug von Insektenarten mit aquatischen Larven wie Eintagsfliegen und Köcherfliegen durch ihre Entfernung zum Gewässer gemessen werden. Dabei wurde bei einer kanadischen Untersuchung nachgewiesen, dass die Nachweishäufigkeit stärker als exponentiell mit der Entfernung zum Gewässer abnimmt, stärker bei kleinen als bei großen Arten.

## Dispersion bei Wirbeltieren
Ein ähnlicher Vorgang, nämlich die Zerstreuungswanderung bei Vögeln (Aves), wird allgemein als Dismigration bezeichnet.